# 9M123 Hrizantyema
A Hrizantyema (oroszul Хризантема, magyarul Krizantém) egy orosz gyártmányú szuperszonikus páncéltörő rakéta, amit jelenlegi és jövőbeli harckocsitípusok, mint az amerikai M1A2 vagy a német Leopard 2A5, illetve a lassan, alacsony magasságon repülő légi célok (pl. helikopterek) ellen fejlesztettek ki. A rakéta GRAU-kódja a 9M123, NATO-kódja AT–15 Springer.

## Fejlesztés
A Hrizantyema páncéltörő rakétát 1996 júliusában mutatták be a kolomnai KBM tervezőirodában. A rakéta fejlesztését az 1980-as években kezdték, mint egy minden időjárási körülmények között bevethető, többcélú rakétarendszert, amely képes leküzdeni a jelenlegi és a jövőben megjelenő páncélozott eszközöket, melyek fejlett páncélvédelemmel vannak ellátva (például a reaktív páncélzat). A Hrizantyema rendszerrel kívánták leváltani különféle típusú páncéltörő rakétákat, melyek az orosz hadsereg szolgálatában maradtak, ilyenek voltak a 9K114 Sturm és a 9M120 Ataka. A rendszert 2005-ben rendszeresítették az Orosz Fegyveres Erőknél.

## Harcászati és műszaki jellemzői
A 9M123 rakéta szuperszonikus, átlagos repülési sebessége 400 m/s (vagy 1,2 Mach), hatótávolsága 400 és 6000 méter között van. A meghajtását egy darab szilárd hajtóanyagú rakétamotor biztosítja, amelynek két fúvókája van a rakéta két oldalán. Ennek köszönhetően a rakéta repülés közben forog. A vezérlőegység a rakéta hátulján található. A Krizantém egyedi az orosz páncéltörő rakéták között, mivel változattól függően lézerrel vagy radarral is irányítható. A radarral irányított változat automatikusan követi a célpontot a radarsugár körzetén belül. A lézervezérlésű típusnál egy lézernyalábot irányítanak a célpont felé, és ez vezeti rá a rakétát a célpontra. Ezzel a kettős irányítású rendszerrel egyszerre két rakétát lőhetnek ki és vezethetnek rá két különböző célpontra, mivel amíg az egyik rakétát a lézerrel, addig a másik rakétát a radarral irányíthatják. A rakéták egy kumulatív robbanófejjel vannak ellátva, amely 1100-1250 mm hengerelt acéllemez átütésére képes, a reaktív páncélzaton való átjutás után. Alternatívaként termobárikus robbanófejjel ellátott rakétát is használhatnak páncélozatlan járművek, erődítmények és élőerő ellen.

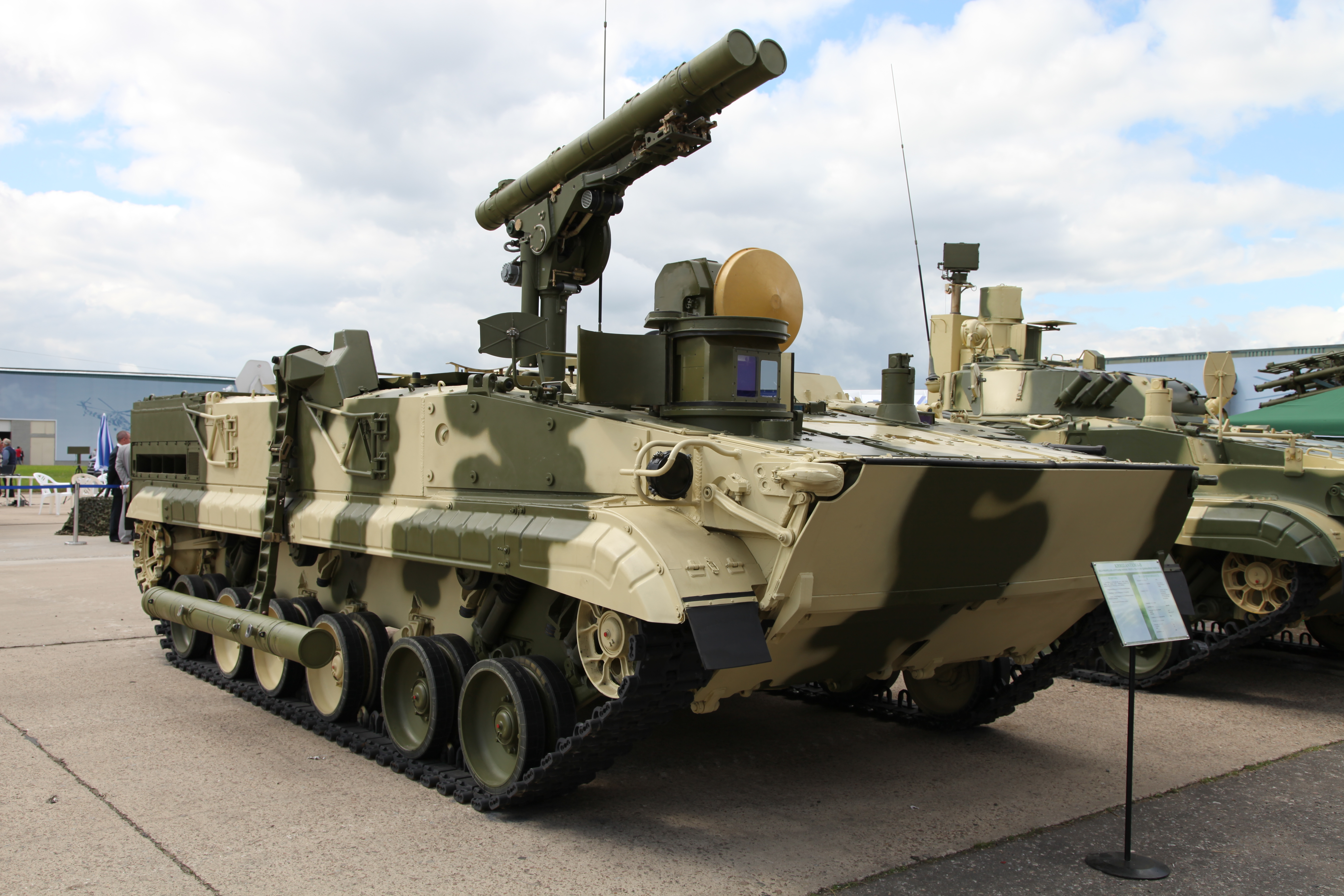
9P157–2 Hrizantyema–SZ a BMP–3 alvázán

A 9M123 rakéta a hozzá tartozó célravezető rendszerrel együtt alkotja a 9K123 rakétarendszert. A rakétarendszer jelenleg a 9P157–2 Hrizantyema–SZ páncélelhárító járműről, a Mi–28 csatahelikopterről és a közeljövőben a Ka–52 csatahelikopterről indítható. A 9P157–2 a BMP–3 lövészpáncélos alvázán alapul. A jármű két darab 9M123 rakétát hordoz az indítósíneken, melyet harchelyzetben a jármű belsejéből emelnek ki. Menethelyzetben a radar a rakétaindítóval együtt a jármű belsejében helyezkedik el. A rakétákat a jármű automatikusan újratölti egy beépített tárolóból, amelyben 15 rakéta kap helyet (a rakétákat légmentesen zárt konténerben szállítják), szükség esetén azonban kívülről is újratölthető a fegyverzet. A gyártó szerint három 9P157–2 páncélvadász képes 14 ellenséges jármű elfogására, és legalább hatvan százalékuk megsemmisítésére. A kettős vezérlőrendszer védelmet biztosít az elektronikus ellen-tevékenységekkel szemben, és üzemeltethető minden időjárási körülmények között, éjjel és nappal egyaránt. A személyzet (vezető és fegyverkezelő) számára a jármű teljes vegyi- és sugárvédelemmel van ellátva.

## Változatok
- 9M123 – Lézervezérlésű változat kumulatív robbanófejjel
- 9M123–2 – Radarvezérlésű változat kumulatív robbanófejjel
- 9M123F – Lézervezérlésű változat termobárikus robbanófejjel
- 9M123F–2 – Radarvezérlésű változat termobárikus robbanófejjel

## Üzemeltetők
- Azerbajdzsán
- Líbia – 14 darab jármű
- Oroszország – nagyjából 30 darab jármű

## Fordítás
Ez a szócikk részben vagy egészben  a(z)   9M123 Khrizantema című angol Wikipédia-szócikk ezen változatának fordításán alapul.  Az eredeti cikk szerkesztőit annak laptörténete sorolja fel. Ez a jelzés csupán a megfogalmazás eredetét és a szerzői jogokat jelzi, nem szolgál a cikkben szereplő információk forrásmegjelöléseként.